# Старосергеевка
Старосергеевка (телеут. Оскот) — село в Прокопьевском районе Кемеровской области. Входит в состав Бурлаковского сельского поселения.

## География
Центральная часть населённого пункта расположена на высоте 266 метров над уровнем моря.

## История
Изначально проживали телеуты, которые к XX веку ассимилировались среди русских. По переписи 1897 года здесь проживало 414 человек, из них 391 телеуты и 23 русских.

## Население
По данным Всероссийской переписи населения 2010 года, в селе Старосергеевка проживает 47 человек (20 мужчин, 27 женщин).
Национальный состав
По переписи 1897 года основным населением были телеуты.
Согласно результатам переписи 2002 года, в национальной структуре населения русские составляли 89 %.